# Zygoneura pernitida
Zygoneura pernitida är en tvåvingeart som först beskrevs av Edwards 1914.  Zygoneura pernitida ingår i släktet Zygoneura och familjen sorgmyggor.
Artens utbredningsområde är Kenya. Inga underarter finns listade i Catalogue of Life.